# Gary Castillo
Gary Castillo Farías (...) è un ex calciatore uruguaiano,  di ruolo centrocampista.

## Carriera
Nel 1979 ha giocato 5 partite per la Nazionale uruguaiana.